# 厚鱗條孢牛肝菌
厚鱗條孢牛肝菌（学名：Boletellus ananas），俗稱鳳梨條孢牛肝菌，是牛肝菌目蕈類，也是條孢牛肝菌屬的模式種。它分布在北美洲東南部、南美洲東北部、亞洲和紐西蘭，常單獨或成群長於櫟屬和松屬樹木根部。

## 外部連結
- Mushroom Observer 照片

1. ↑  Mayor JR, Fulgenzi TD, Henkel TW, Halling RE. . Mycotaxon. 2008, 105: 387–98.